# Louise Brooks
Louise Brooks (Cherryvale, 14 november 1906 - Rochester (New York), 8 augustus 1985) was een Amerikaanse danseres, showgirl en actrice.

## Biografie

### Jeugdjaren
Brooks werd als Mary Louise Brooks geboren in Cherryvale. Haar artistieke moeder voedde haar kinderen niet echt op, omdat ze dacht dat die dat zelf wel konden. Tijdens haar jeugd maakte Brooks een traumatisch voorval mee waarbij zij werd misbruikt en verkracht door haar buurman. Later vertelde dat ze door dit incident niet in staat was echt van mensen te houden en zich altijd aangetrokken voelde tot "vieze mannen".
Als tiener droomde Brooks van een carrière als danseres en ging daarom naar een dansschool. Nadat ze van deze school werd gestuurd werd ze lid van de Ziegfeld Follies op Broadway. Hier werd ze ontdekt door mensen uit de filmindustrie. 
Al voordat haar filmcarrière was begonnen, was Brooks al bekend. Zo had ze onder meer een affaire met Charlie Chaplin. De twee ontmoetten elkaar in 1925 toen Chaplin in haar woonplaats de première van zijn nieuwste film The Gold Rush bijwoonde.

### Hollywood

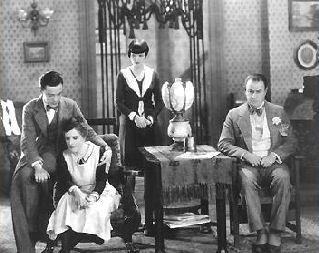
Louise Brooks (staand) in de film The Show Off

Brooks kreeg rond deze tijd een contract bij Paramount Pictures en had een figurantenrol in The Street of Forgotten Men (1925). In de rest van de laatste jaren van de stomme film was ze de vrouw op de voorgrond in films en was ze te zien naast onder andere Adolphe Menjou en W.C. Fields. Ze is in de tijd van de stomme film het meest bekend als de vamp Marie in Howard Hawks' A Girl In Every Port (1928).
Brooks had rond deze tijd al veel contacten met de grootste sterren van Hollywood. Ze was ook bekend vanwege haar korte haarkapsel (ook te zien op de foto). Hiermee startte ze een rage en al snel vroegen vrouwen over de hele wereld naar dezelfde soort kapsels.
Brooks was het nooit eens met de Hollywoodregels en verhuisde naar Europa, nadat Paramount haar niet de beloofde salarisverhoging gaf. Hier begon ze films te maken met de bekende Duitse regisseur Georg Wilhelm Pabst. Paramount probeerde haar terug te krijgen, maar Brooks weigerde. Hierdoor werd ze gehaat door veel studio's uit Hollywood.

### Europa & verachting in Hollywood
In 1928 was ze in de Duitse film Pandora's Box te zien, waarin ze de rol van Lulu speelde. De film kende 's werelds eerste lesbische scènes in de filmindustrie. Vervolgens was ze te zien in de controversiële drama's Diary Of A Lost Girl (1929) en Beauty Prize (1930). Alle films waren choquerend voor het publiek vanwege het overmatige gebruik van seksualiteit in film. Het waren stomme films, hoewel de geluidsfilm al opdook in 1928. Haar rol van Lulu in de film Pandora's Box wordt beschouwd als een van 's werelds beste acteerprestaties.
Hierna ging ze weer terug naar Hollywood. Hier kwam ze erachter dat er negatief over haar werd gedacht. Ook gingen er geruchten rond dat haar stem verschrikkelijk zou zijn. Het tegenovergestelde bleek het geval.
Geen regisseur wilde nog met haar samenwerken en Brooks kreeg alleen nog maar rollen in B films. Brooks vond dit schandalig en ging in 1938 met pensioen. Vervolgens verhuisde ze naar Wichita, de plaats waar ze ook was opgevoed. De andere inwoners van deze stad wilden niets meer van haar weten. Ze verhuisde naar het oosten en begon te werken als verkoopster op Saks Fifth Avenue in New York. Dit vond ze niets en ze werd een courtisane voor geselecteerde rijke mannen. Ook werd ze een alcoholist.
Brooks raakte op een zeker moment bankroet, maar bleef gul bij haar vrienden. Ze trouwde twee keer, maar bleef kinderloos.

### Herontdekking
Franse filmhistorici ontdekten haar films opnieuw in de jaren 1950 en beschouwden haar als een betere actrice dan Marlene Dietrich en Greta Garbo. Ze kreeg opnieuw aandacht. Niet veel later verhuisde ze naar Rochester om hier te schrijven. Lulu in Hollywood werd uitgebracht in 1982.
Brooks stierf in 1985 aan een hartaanval.

## Trivia
Louise Brooks speelt een niet onbelangrijke rol in de roman Een heilige van de horlogerie van Willem Frederik Hermans (1987). Zij inspireerde ook Hugo Pratt voor zijn Corto Maltese-verhaal Tango.

## Filmografie
- 1925: The Street of Forgotten Men
- 1926: The American Venus
- 1926: Love 'Em and Leave 'Em
- 1926: A Social Celebrity
- 1926: It's the Old Army Game
- 1926: The Show Off
- 1926: Just Another Blonde
- 1927: Ten Years Old (korte film)
- 1927: Evening Clothes
- 1927: Rolled Stockings
- 1927: Now We're in the Air
- 1927: The City Gone Wild
- 1928: A Girl in Every Port
- 1928: Beggars of Life
- 1928: Pandora's Box
- 1929: The Canary Murder Case
- 1929: Diary of a Lost Girl
- 1930: Beauty Prize
- 1931: It Pays to Advertise
- 1931: God's Gift to Women

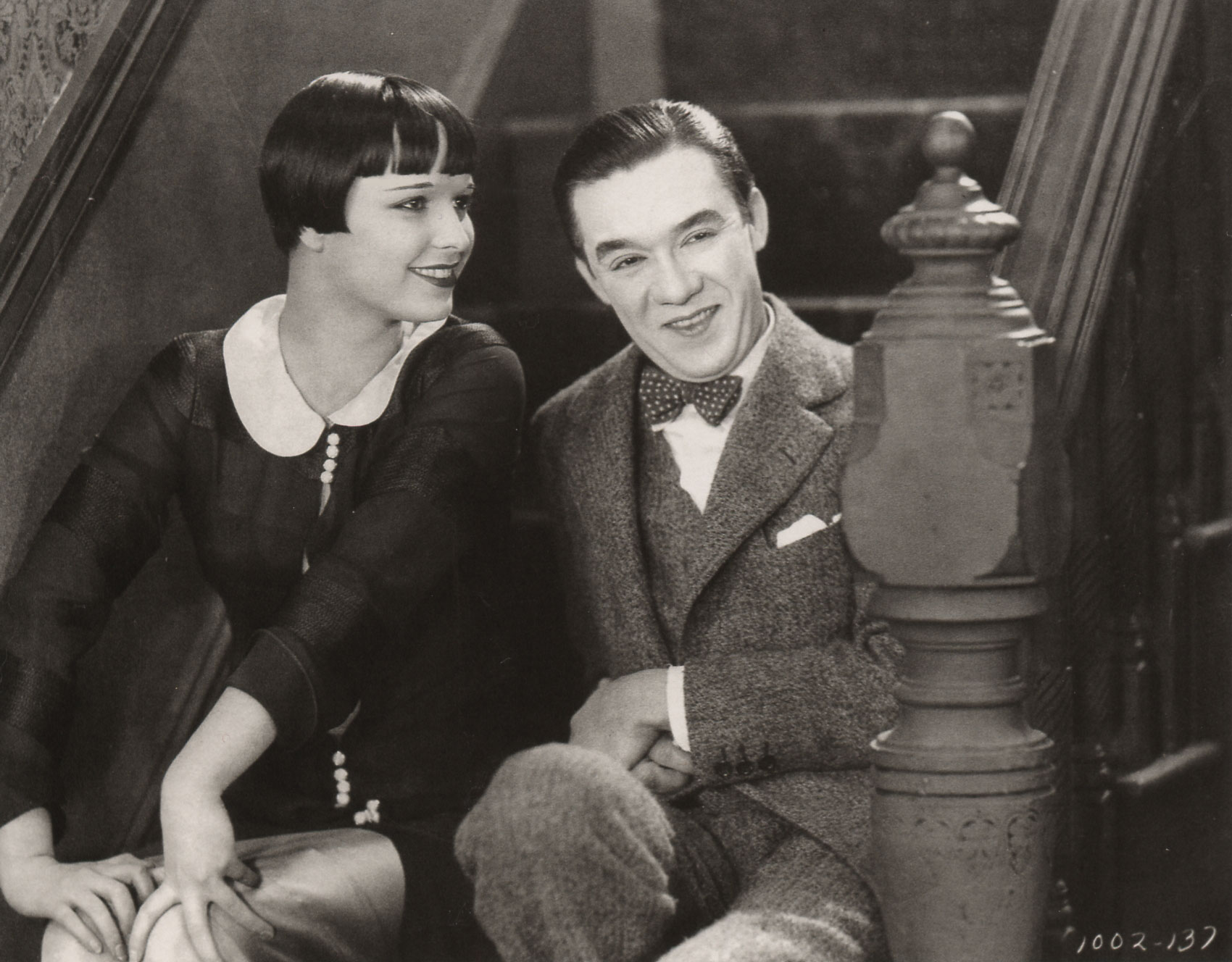
Louise Brooks en Ford Sterling in de stomme film The Show Off (1926)

- 1931: Windy Riley Goes Hollywood (korte film)
- 1931: Who's Who in the Zoo (korte film)
- 1936: Hollywood Boulevard
- 1936: Empty Saddles
- 1937: When You're in Love
- 1937: King of Gamblers
- 1938: Overland Stage Raiders

- Biblioteca Nacional de España: XX1153096
- Bibliothèque nationale de France: cb125934469 (data)
- Gemeinsame Normdatei: 118515721
- International Standard Name Identifier: 0000 0000 8409 9044
- Library of Congress Control Number: n81119097
- Nationale Bibliotheek van Tsjechië: xx0172490
- Nationale Bibliotheek van Israël: 987007439381105171
- Nationale Bibliotheek van Polen: a0000003780566
- Nederlandse Thesaurus van Auteursnamen: 069549001
- PIC: 281767
- LIBRIS: 234840
- SNAC: w6fc5rz6
- Système universitaire de documentation: 02760148X
- Virtual International Authority File: 112542120
- WorldCat: E39PBJwmQbT4t3j3vcgvtCCPcP